# Coordonate sferice

Coordonatele sferice (r, θ, φ) în forma folosită în matematica: r – distanța radială, θ (theta) – unghiul azimut, φ (phi) – unghiul polar. Astfel, θ (theta) și φ (phi) au fost inversate în comparație cu forma folosită în fizică.

Coordonatele sferice (r, θ, φ) în forma folosită în fizica (conventie ISO): r – distanța radială, θ (theta) – unghiul polar, φ (phi) – unghiul azimut. Simbolul ρ (rho) este folosit adesea în locul lui r.

Un glob care arata distanța radiala, unghiul polar și unghiul azimut pentru un punct P în referinta cu o sfera, în conventiile matematice. În aceasta imagine, r este egal cu 4/6, θ (theta) este egal cu 90° și φ (phi) este egal cu 30°.

În matematică, sistemul de coordonate sferice este un sistem de coordonate pentru reprezentarea figurilor geometrice în trei dimensiuni folosind trei coordonate: distanța radială dintre un punct și o origine fixată, unghiul polar față de axa pozitivă z și unghiul azimutal față de axa pozitivă x.
Există mai multe convenții pentru reprezentarea acestor coordonate, dar cea mai des întâlnită folosește simbolurile ρ, φ și θ, unde ρ reprezintă distanța radială, φ reprezintă unghiul zenital, iar θ reprezintă unghiul azimutal.
Sunt utilizate diferite sisteme de coordonate sferice care utilizează notații diferite față de convențiile din matematică sau fizică.
Spre exemplu, un sistem de coordonate geografice folosește pentru determinarea poziției latitudinea, longitudinea și altitudinea. Acesta servește la determinarea unghiurilor laterale ale suprafeței terestre (sau mai general ale unui sferoid) fiind astfel împărțit în 180° (grade) latitudine și 360° (grade) longitudine. 

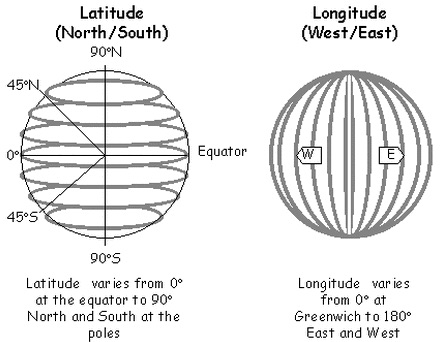

De asemenea exista și diferite alte sisteme de coordonate precum coordonate astronomice.
Sistemul de coordonate sferice folosit în matematică utilizează în mod obișnuit radian în locul grad sexagesimal. Azimutul se măsoară în sensul invers al acelor de ceasornic de la axa x la axa y. Unghiul polar este adesea înlocuit de unghiul de altitudine. La orizont, acesta are valoarea 0.